# Santa Rosa (Cabimas)
Santa Rosa es uno de los sectores que forman la ciudad de Cabimas en el estado Zulia (Venezuela), pertenece a la parroquia San Benito.

## Ubicación
Se encuentra entre los sectores  Valle Encantado al norte (cj Democracia), terrenos baldíos al este, Nueva Rosa y Punto Fijo al sur (carretera J) y  1.º de Enero al oeste (av 42).

## Zona Residencial
Santa Rosa es un sector muy reciente, tanto que no existía en 1997, incorporta en sus alrededores sectores planificados como la Urbanización San Benito y Santa Rosa II  y la (Nueva Rosa). La Rosa es un nombre común y ancestral de sectores de Cabimas, comenzando por el viejo Barrio la Rosa, uno de los sectores iniciales de Cabimas, que recibió su nombre de una misión Santa Rosa de Lima que hubo allí en el siglo XVII, y que dio nombre a la Urbanización La Rosa y a Santa Rosa I y II que son conocidas popularmente como la Nueva Rosa.

## Vialidad y Transporte
Sus calles principales internas son la calle Buenos Aires y el callejón 1.° de Mayo, en sus límites están la carrereta J al sur y la av 42 al oeste y la av 43 al este, su límite norte es una calle de tierra así como la 43 en el sector.
La línea que pasa más cerca es la Nueva Rosa de Nueva Cabimas que pasa por la carretera J hasta la 43, sin embargo de allí a Santa Rosa el camino es de tierra.